# 17 Thetis
Thetis /ˈθiːtɪs/ (định danh hành tinh vi hình: 17 Thetis) là một tiểu hành tinh lớn ở vành đai chính. Nó thuộc "kiểu S" tức có bề mặt bằng silicat tương đối sáng.
Tiểu hành tinh này do Karl T. R. Luther phát hiện vào ngày 17 tháng 4 năm 1852 và là tiểu hành tinh đầu tiên do ông phát hiện. Tiểu hành tinh này được đặt theo tên Thetis, mẹ của Achilles trong thần thoại Hy Lạp.
Một lần tiểu hành tinh này che khuất một ngôi sao đã được quan sát thấy ở Oregon năm 1999, tuy nhiên sự kiện này không được xác định thời gian.

## Khối lượng
Khối lượng của tiểu hành tinh này được tính toán từ các nhiễu do các tiểu hành tinh 4 Vesta và 11 Parthenope gây ra. Năm 2007, Baer và Chesley đã tính khối lượng của "17 Thetis" là 1,2×1018 kg với tỷ trọng là 3,21 g/cm³.